# 中寨乡 (巧家县)
中寨乡，是中华人民共和国云南省昭通市巧家县下辖的一个乡镇级行政单位。

## 行政区划
中寨乡下辖以下地区：
中寨村、拖租村、鱼毕村、岩脚村、吉兆村、下寨村和付山村。